# فياتشا
فياتشا هي مدينة في إدارة لا باز  في بوليفيا، تقع في Viacha Municipality ‏، بلغ عدد سكانها 29,108 نسمة.